# Conflicte ètnic

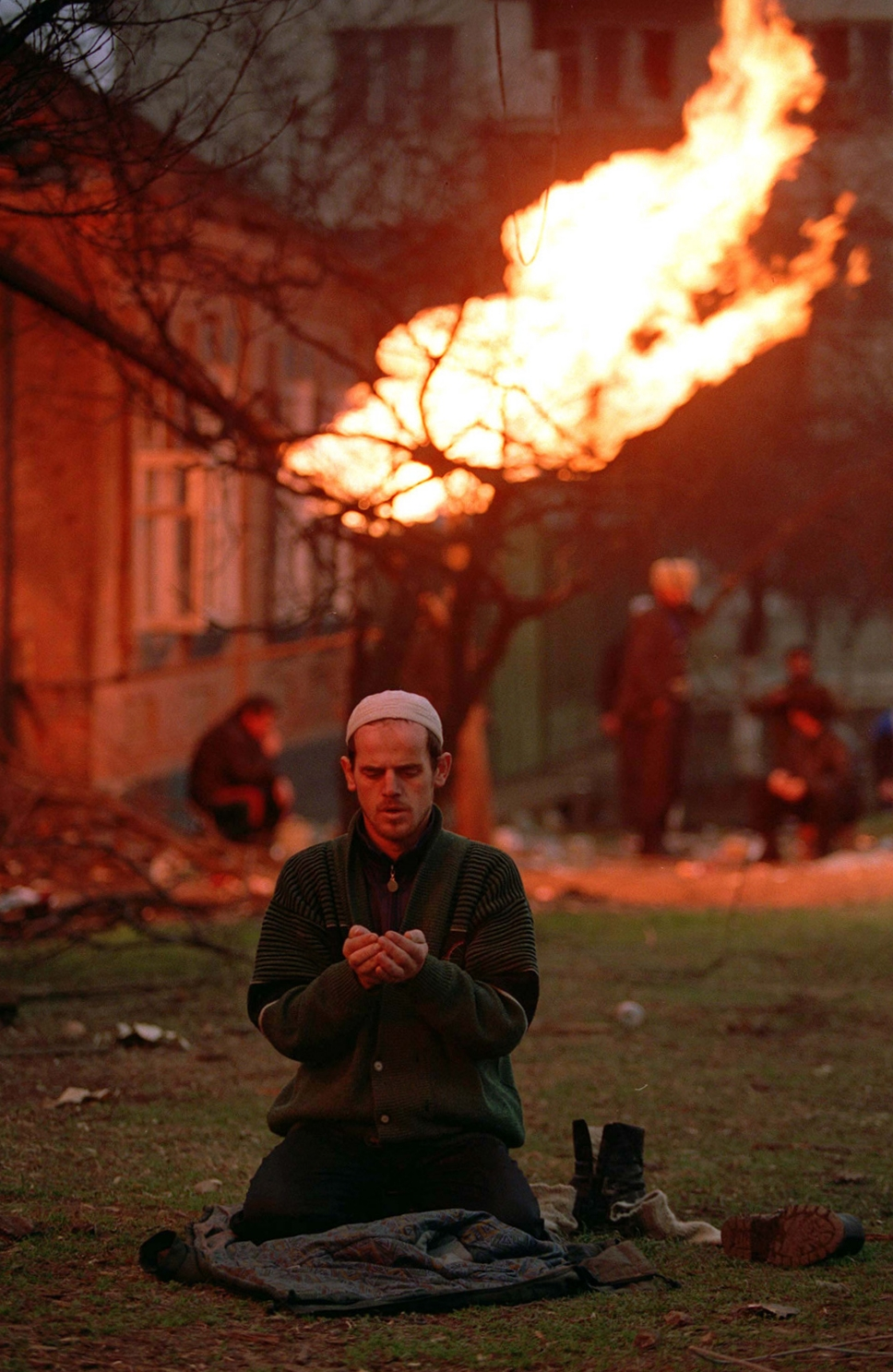
"Чеченская молитва" (oració txetxena) de Mikhaïl Ievstàfiev representa un home txetxè resant durant la batalla de Grozni el 1995.

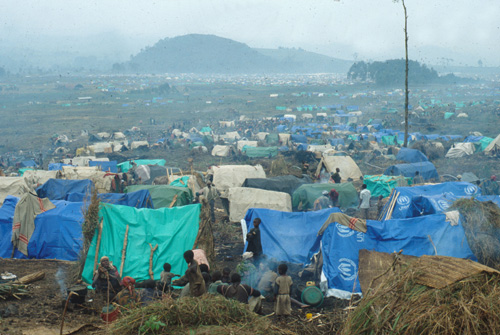
Un camp de refugiats per a ruandesos desplaçats al Zaire després del Genocidi de Ruanda de 1994.

Un conflicte ètnic és un conflicte entre dos o més grups ètnics enfrontats. Si bé l'origen del conflicte pot ser polític, social, econòmic o religiós, els individus en conflicte han de lluitar expressament per la posició del seu grup ètnic dins la societat. Aquest criteri final diferencia el conflicte ètnic d'altres formes de lluita.
Les explicacions acadèmiques sobre els conflictes ètnics generalment es poden classificar en una de les tres escoles de pensament, primordialista, instrumentista o constructivista. Recentment, diversos politòlegs han defensat explicacions de dalt a baix o de baix a dalt per als conflictes ètnics. El debat intel·lectual també s'ha centrat en si hi ha més conflictes ètnics des del final de la Guerra Freda, i en la idea de maneres de gestionar els conflictes, a través d'instruments com el consociacionalisme i la federalització.

## Causes
Sovint es diu que els moviments rebels s'organitzen al voltant de l'ètnia perquè els grups ètnics són més propensos a ser perjudicats, més capaços de mobilitzar-se i més propensos a enfrontar-se a desafiaments de negociació difícils en comparació amb altres grups. Les causes del conflicte ètnic són debatudes per politòlegs i sociòlegs. Les explicacions acadèmiques oficials generalment cauen en una de les tres escoles de pensament: primordialista, instrumentista i constructivista. La investigació més recent es basa en les tres escoles.

### Primordialistes
Els defensors dels relats primordialistes argumenten que "[e]tnies i nacionalitats existeixen perquè hi ha creences tradicionals sobre allò que es considera primordial com característiques biològiques, i especialment la ubicació territorial". Els relats primordialistes es basen en forts llaços de parentiu entre membres dels grups ètnics. Donald L. Horowitz sosté que aquest parentiu "fa possible que els grups ètnics pensin en termes de semblances familiars".
Clifford Geertz, un estudiós fundador del primordialisme, afirma que cada persona té una connexió natural amb els seus parents. Amb el temps i a través de conflictes repetits, els llaços essencials amb la pròpia ètnia s'uniran i interferiran amb la relació que hi hagi amb la societat civil. En conseqüència, els grups ètnics sempre amenaçaran la supervivència dels governs civils però no l'existència de nacions formades per un grup ètnic. Així, quan es consideren des d'una perspectiva primordial, el conflicte ètnic en una societat multiètnica és inevitable.
Diversos científics polítics argumenten que les causes que originen els conflictes ètnics no impliquen l'ètnia per se, sinó factors institucionals, polítics i econòmics. Aquests estudiosos argumenten que el concepte de guerra ètnica és enganyós perquè condueix a una conclusió essencialista que certs grups estan condemnats a lluitar entre ells quan, de fet, les guerres que es produeixen entre ells sovint són el resultat de decisions polítiques.
A més, els relats primordialistes no tenen en compte les variacions espacials i temporals de la violència ètnica. Si aquests "odis antics" sempre bullen sota la superfície i estan a l'avantguarda de la consciència de la gent, aleshores els grups ètnics haurien d'estar constantment atrapats en la violència. Tanmateix, la violència ètnica es produeix en esclats esporàdics. Per exemple, Varshney assenyala que tot i que Iugoslàvia es va trencar a causa de la violència ètnica als anys noranta, havia gaudit d'una llarga pau durant dècades abans que l'URSS s'enfonsés. Per tant, alguns estudiosos afirmen que és poc probable que les diferències ètniques primordialistes per si soles causessin l'esclat de la violència als anys noranta.
Els primordialistes han reformulat la hipòtesi dels "odis antics" i s'han centrat més en el paper de la naturalesa humana. Petersen argumenta que l'existència de l'odi i l'animositat no ha d'estar arrelada a la història perquè tingui un paper en la configuració del comportament i l'acció humana: "Si l'"odi antic" significa un odi que consumeix els pensaments quotidians de grans masses de persones, llavors l'argument dels "odis antics" s'hauria de rebutjar de seguida. Tanmateix, si l'odi es concep com un "esquema" format històricament que guia l'acció en algunes situacions, llavors la concepció s'hauria de prendre més seriosament".

### Instrumentistes
Anthony Smith assenyala que el relat de l'instrumentista "va tenir protagonisme als anys seixanta i setanta als Estats Units, en el debat sobre la persistència ètnica (blanca) en el que se suposava que havia estat un gresol efectiu". Aquesta nova teoria buscava explicar la persistència com a resultat de les accions dels líders comunitaris, "que utilitzaven els seus grups culturals com a elements de mobilització massiva i com a electorats en la seva competició pel poder i els recursos, perquè els trobaven més efectius que les classes socials". En aquesta explicació de la identificació ètnica, l'ètnia i la raça es veuen com a mitjans instrumentals per assolir fins particulars.
Si l'ètnia és una percepció fixa o no és un element crucial en els relats dels instrumentistes. A més, els estudiosos d'aquesta escola generalment no s'oposen a la visió que la diferència ètnica juga un paper en molts conflictes. Simplement afirmen que la diferència ètnica no és suficient per explicar els conflictes.
La mobilització massiva dels grups ètnics només pot tenir èxit si hi ha diferències ètniques latents que s'han d'explotar, en cas contrari els polítics ni tan sols intentarien fer apel·lacions polítiques basades en l'ètnia i es centrarien en apel·lacions econòmiques o ideològiques. Per aquestes raons, és difícil descartar completament el paper de les diferències ètniques inherents. A més, els empresaris ètnics, o les elits, podrien tenir la temptació de mobilitzar grups ètnics per obtenir el seu suport polític en els estats en democratització. Els teòrics instrumentistes destaquen especialment aquesta interpretació en estats ètnics en què un grup ètnic es promou a costa d'altres ètnies.
A més, és probable que la mobilització de masses ètniques es vegi afectada per problemes d'acció col·lectiva, especialment si les protestes ètniques poden conduir a la violència. Els estudiosos instrumentistes han intentat respondre a aquestes mancances. Per exemple, Russell Hardin argumenta que la mobilització ètnica s'enfronta a problemes de coordinació i no d'acció col·lectiva. Assenyala que un líder carismàtic actua com a punt focal al voltant del qual s'uneixen els membres d'un grup ètnic. L'existència d'aquest actor ajuda a aclarir les creences sobre el comportament dels altres dins d'un grup ètnic.

### Constructivistes
Un tercer conjunt de teories, constructivista, subratlla la importància de la naturalesa construïda socialment dels grups ètnics, basant-se en el concepte de comunitat imaginada de Benedict Anderson. Els defensors d'aquest relat assenyalen Ruanda com a exemple perquè la distinció tutsi / hutu va ser codificada pel poder colonial belga a la dècada de 1930 partint dels termes utilitzats per referir-se a la propietat del bestiar, les mesures físiques i els registres de l'església. Sobre aquesta base es van emetre targetes d'identitat, i aquests documents van tenir un paper clau en el genocidi de 1994.
No obstant això, alguns argumenten que aquesta visió constructivista de les divisions ètniques no explica bé les diferències locals i regionals en la violència ètnica. Per exemple, Varshney destaca que a la dècada de 1960 "la violència racial als EUA es va concentrar molt a les ciutats del nord; les ciutats del sud, tot i que estan intensament polititzades, no van tenir disturbis".
Els estudiosos han combinat elements de les tres principals teories sobre els conflictes ètnics: primordialista (que veu les identitats ètniques com antigues i fixes), instrumentalista (que veu les identitats ètniques com eines utilitzades per obtenir avantatges) i constructivista. Per exemple, en el llibre "The Geography of Ethnic Violence", Monica Duffy Toft mostra com els patrons d'assentament, les identitats construïdes socialment, els líders carismàtics, i altres factors poden portar els grups a la violència, fins i tot quan això els perjudica.
Aquesta investigació aborda problemes complexos que són difícils d'explicar utilitzant només enfocaments primordialistes, instrumentistes o constructivistes. Com assenyala Varshney, "els essencialistes purs i els instrumentistes purs ja no existeixen".

## Resolució institucional
Diversos estudiosos han intentat sintetitzar els mètodes disponibles per a la resolució, gestió o transformació d'un determinat conflicte ètnic. John Coakley, per exemple, ha desenvolupat una tipologia dels mètodes de resolució de conflictes que han estat emprats pels estats, que enumera com: indigenització, acomodació, assimilació, aculturació, transferència de població, alteració de límits, genocidi i suïcidi ètnic. John McGarry i Brendan O'Leary han desenvolupat una taxonomia de vuit mètodes macropolítics de regulació de conflictes ètnics, que els estats utilitzen sovint en combinació entre ells. Inclouen una sèrie de mètodes que consideren clarament moralment inacceptables.
Amb l'interès creixent en l'àmbit dels conflictes ètnics, molts analistes polítics i politòlegs van teorizar possibles resolucions i van fer un seguiment dels resultats de la implementació de polítiques institucionals. Com a tal, les teories sovint se centren en quines institucions són les més adequades per abordar els conflictes ètnics.

### Consociacionalisme
El consociacionalisme és un acord de repartiment de poder que incorpora els líders dels grups ètnics al govern de l'estat central. Cada nació o grup ètnic està representat al govern mitjançant un suposat portaveu del grup. A l'acord de repartiment del poder, cada grup té poders de veto en diferents graus, depenent de l'estat en particular. A més, la norma de representació proporcional és dominant: cada grup està representat al govern en un percentatge que reflecteix la presència demogràfica de l'ètnia a l'estat. Un altre requisit, per a Arend Lijphart, és que el govern ha d'estar format per una "gran coalició" de líders ètnics que suposa un enfocament de dalt a baix per a la resolució de conflictes.
En teoria, això condueix a l'autogovern i la protecció del grup ètnic. Molts estudiosos sostenen que com que la tensió ètnica esclata en violència ètnica quan el grup ètnic és amenaçat per un estat, els poders de veto haurien de permetre al grup ètnic evitar amenaces legislatives. Sovint, Suïssa es caracteritza com un estat consociacionalista d'èxit.
Un exemple recent de govern de consociació és el govern bosnià després del conflicte que es va acordar als Acords de Dayton el 1995. Es va triar una presidència tripartita i ha de tenir un croat, un serbi i un bosnià. Els presidents actuen per torns com a primer executiu durant 8 mesos durant 4 anys. Molts han acreditat aquest compromís d'un govern de consociació a Bòsnia per la fi de la violència i la pau de llarga durada següent.
A diferència de Lijphart, diversos politòlegs i analistes polítics han condemnat el consociacionalisme Una de les moltes crítiques és que el consociacionalisme bloqueja les tensions i identitats ètniques. Això assumeix una posició primordialista en el sentit de considerar que les identitats ètniques són permanents i no estan subjectes a canvis. A més, això no permet cap "altres" que vulguin participar en el procés polític. A partir del 2012, un bosnià jueu està demandant el govern bosnià per impedir-li la candidatura a un càrrec presidencial, ja que només un croat, un serbi o un bosnià poden presentar-se sota el govern consociacional. Determinar les identitats ètniques per endavant i implementar un sistema de repartiment de poder sobre la base d'aquestes identitats fixes és inherentment discriminatori contra els grups minoritaris que podrien no ser reconeguts. A més, discrimina aquells que no opten per definir la seva identitat per una base ètnica o comunitària. En els sistemes de repartiment de poder que es basen en identitats predeterminades, hi ha una tendència a fixar rígidament les quotes de representació de manera permanent, que no reflectirà els canvis demogràfics al llarg del temps. La categorització d'individus en determinats grups ètnics podria ser controvertida de totes maneres i, de fet, podria alimentar les tensions ètniques.
Les debilitats inherents a l'ús d'identitats ètniques predeterminades per formar sistemes de repartiment de poder han portat a Ljiphart a argumentar que l'adopció d'un enfocament constructivista del consociacionalisme pot augmentar la seva probabilitat d'èxit. És més probable que l'autodeterminació de les identitats ètniques sigui "no discriminatòria, neutral, flexible i autoajustable". Per exemple, a Sud-àfrica, el llegat tòxic de l'apartheid va fer que una consociació reeixida només es pogués construir sobre la base de l'autodeterminació dels grups. Ljiphart afirma que com que les identitats ètniques són sovint "poc clares, fluides i flexibles", és probable que l'autodeterminació tingui més èxit que la predeterminació dels grups ètnics. Per tant, un enfocament constructivista de la teoria consociacional pot reforçar el seu valor com a mètode per resoldre conflictes ètnics.
Una altra crítica apunta al privilegi de la identitat ètnica per sobre de l'opció política personal. Howard ha considerat el consociacionalisme com una forma d'etnocràcia i no un camí cap a una veritable democràcia pluralista. El consociacionalisme assumeix que un polític representarà millor la voluntat dels seus coètnics per sobre d'altres partits polítics. Això podria provocar la polarització dels grups ètnics i la pèrdua de partits ideològics no ètnics.
Horowitz ha argumentat que un sistema de vot únic transferible podria impedir l'etnificació dels partits polítics perquè els votants van votar per ordre de preferència. Això vol dir que un elector podria emetre alguns dels seus vots a partits diferents del seu partit coètnic. Això, al seu torn, obligaria els partits polítics a ampliar els seus manifestos per apel·lar als votants de tota la divisió ètnica per acumular vots de segona i tercera preferència.

### Federalisme
La teoria d'implementar el federalisme per tal de reduir el conflicte ètnic suposa que l'autogovern redueix les "exigències de sobirania". Hechter argumenta que alguns béns com la llengua d'educació i la burocràcia s'han de proporcionar com a béns locals, en comptes de ser a tot l'estat, per tal de satisfer més persones i grups ètnics. Alguns politòlegs com Stroschein afirmen que l'etnofederalisme, o el federalisme determinat segons línies ètniques, és "asimètric" en oposició a la devolució del poder igual que es troba en estats federals no ètnics, com els Estats Units. En aquest sentit, s'atorguen privilegis especials a determinats grups minoritaris com a concessions i incentius per acabar amb la violència o el conflicte mut.
La Unió Soviètica va dividir la seva estructura en estats federals ètnics anomenats Repúbliques de la Unió. Cada república de la Unió va rebre el nom d'un grup ètnic titular que va habitar la zona com una forma de sovietitzar els sentiments nacionalistes durant la dècada de 1920. Brubaker afirma que aquestes repúbliques es van formar per absorbir qualsevol possible moviment nacionalista liderat per l'elit contra el centre soviètic incentivant la lleialtat de l'elit mitjançant l'avenç a l'estructura política soviètica.
Així, el federalisme proporciona un cert autogovern per a les qüestions locals per tal de satisfer alguns dels greuges que poden provocar conflictes ètnics entre les masses. A més, el federalisme incorpora les elits i els empresaris ètnics a l'estructura de poder central; el que evita un ressorgiment del conflicte ètnic de dalt a baix.
No obstant això, després de la caiguda de l'URSS van sorgir moltes crítiques al federalisme com a institució per resoldre el conflicte ètnic. La transferència del poder fora de l'estat central pot debilitar els llaços amb l'estat central. A més, les institucions paral·leles creades per servir una nació o un grup ètnic en particular podrien proporcionar recursos significatius per a la secessió de l'estat central. Com que la majoria dels estats no estan disposats a renunciar a una part integral del seu territori, els moviments secessionistes poden desencadenar en violència.
A més, alguns dels actors polítics d'elit que estan en competència poden no estar al poder; i romandre per tant sense incorporar-se al sistema central. Aquestes elits competidores poden accedir a través de les estructures federals i els seus recursos per consolidar el seu poder polític a l'estructura. Segons el vicepresident Gagnon, aquest va ser el cas de l'antiga Iugoslàvia i la seva desintegració en els seus estats federals ètnics. Els empresaris ètnics van poder prendre el control dels recursos assignats institucionalment per fer la guerra a altres grups ètnics.

### Autonomia no territorial
Una teoria recent de la resolució de la tensió ètnica és l'autonomia no territorial o NTA. La NTA ha sorgit en els darrers anys com una solució alternativa a les tensions ètniques i els greuges en llocs que poden generar conflictes. Per aquest motiu, la NTA s'ha promogut com una solució més pràctica i de construcció d'estat que el consociacionalisme. NTA, coneguda alternativament com a autonomia no cultural (NCA), es basa en la diferència de jus solis i jus sanguinis , els principis del territori versus el de la persona. Atorga als grups ètnics el dret d'autogovernar-se i governar qüestions potencialment relacionades, però limitades a: educació, llengua, cultura, afers interns, religió i les institucions establertes internament necessàries per promoure i reproduir aquestes facetes. A diferència del federalisme, els grups ètnics no tenen assignat un subestat titular, sinó que els grups ètnics estan dispersos per tota la unitat estatal. Els seus drets de grup i l'autonomia no es limiten a un territori determinat dins de l'estat. Això es fa per no debilitar l'estat central com en el cas de l'etnofederalisme.
L'origen de NTA es remunta a les obres marxistes d'Otto Bauer i Karl Renner. La NTA va ser emprada durant el període d'entreguerres, i la Societat de Nacions va intentar afegir clàusules de protecció per a les minories nacionals als nous estats. A la dècada de 1920, Estònia va concedir una certa autonomia cultural a les poblacions alemanyes i jueves per tal d'alleujar els conflictes entre els grups i el nou estat independent.
A Europa, sobretot a Bèlgica, s'han promulgat lleis NTA i han creat institucions i partits polítics paral·lels al mateix país. A Bèlgica, la NTA s'ha integrat dins del sistema de consociació federal. Alguns estudiosos de la resolució de conflictes ètnics afirmen que la pràctica de la NTA s'utilitzarà depenent de la concentració i la mida del grup ètnic que demana els drets del grup.
Altres estudiosos, com Clarke, argumenten que la implementació exitosa de la NTA es basa en el reconeixement en un estat de principis "universals": veritable estat de dret, drets humans establerts, garanties declarades a les minories i als seus membres per utilitzar el seu propi llenguatge quotidià, religió i pràctiques alimentàries, i un marc de legislació contra la discriminació per tal de fer complir aquests drets. A més, cap individu pot ser obligat a adherir-se, identificar o emfatitzar una identitat particular (com ara la raça, el gènere, la sexualitat, etc.) sense el seu consentiment perquè NTA funcioni per al seu propòsit.
No obstant això, Clarke critica les debilitats de la NTA en àrees com l'educació, l'equilibri entre les normes de tota la societat i els valors intracomunitaris; policia, per a assumptes penals i seguretat pública; i la representació política, que limita les opcions polítiques d'un individu si es basa únicament en l'ètnia. A més, el repte a l'hora d'avaluar l'eficàcia de la NTA rau en les relativament poques implementacions legals de la NTA.

### Drets culturals
Emfatitzant els límits dels enfocaments que se centren principalment en les respostes institucionals als conflictes ètnics —que estan essencialment impulsats per dinàmiques etnoculturals de les quals els factors polítics i/o econòmics són només elements—, Gregory Paul Meyjes insta l'ús de la comunicació intercultural i les negociacions basades en drets culturals com a eines amb les quals abordar de manera eficaç i sostenible els conflictes interètnics. Meyjes argumenta que per comprendre, prevenir i/o resoldre aquests conflictes, amb o sense l'ajuda de mecanismes institucionals territorials o no territorials, és essencial un enfocament dels drets culturals basat en el coneixement i les habilitats interculturals.

## Resolució no institucional

### Compromís interètnic informal
Els arguments institucionalistes per resoldre el conflicte ètnic sovint se centren en les institucions a nivell nacional i no tenen en compte la variació regional i local de la violència ètnica dins d'un país. Malgrat els nivells similars de diversitat ètnica en un país, alguns pobles i ciutats sovint han trobat que són especialment propensos a la violència ètnica. Per exemple, Ashutosh Varshney, en el seu estudi sobre la violència ètnica a l'Índia, argumenta que el fort compromís interètnic als pobles sovint desincentiva els polítics d'alimentar la violència ètnica per obtenir beneficis electorals. Les interaccions informals inclouen la participació conjunta en festivals, famílies de diferents comunitats menjant juntes o permetent que els seus fills juguin entre ells. El compromís diari entre els grups ètnics a nivell de poble pot ajudar a mantenir la pau davant els xocs a nivell nacional com un motí ètnic en una altra part del país. En temps de tensió ètnica, aquestes comunitats poden sufocar els rumors, policiar els barris i unir-se per resistir qualsevol intent dels polítics de polaritzar la comunitat. Com més fortes són les xarxes interètniques, més difícil és per als polítics polaritzar la comunitat, encara que pugui ser del seu interès polític fer-ho.

### Associacions formals interètniques
A les ciutats on la població acostuma a ser molt més alta, les interaccions informals entre grups ètnics poden no ser suficients per prevenir la violència. Això es deu al fet que es necessiten molts més vincles per connectar tothom i, per tant, és molt més difícil formar i enfortir vincles interètnics. A les ciutats, les associacions interètniques formals com els sindicats, les associacions empresarials i les organitzacions professionals són més efectives per fomentar les interaccions interètniques que podrien prevenir la violència ètnica en el futur. Aquestes organitzacions obliguen els grups ètnics a reunir-se basant-se en interessos econòmics compartits que superen les diferències ètniques preexistents. Per exemple, les organitzacions empresarials interètniques serveixen per connectar els interessos empresarials de diferents grups ètnics que augmentarien el seu desig de mantenir l'harmonia ètnica. Qualsevol tensió ètnica o esclat de violència anirà en contra dels seus interessos econòmics i, per tant, amb el temps, la rellevància de la identitat ètnica disminueix.
Les interaccions entre grups ètnics en entorns formals també poden ajudar els països trencats per la violència ètnica a recuperar i trencar les divisions ètniques. Paula Pickering, una politòleg, que estudia els esforços de construcció de pau a Bòsnia, descobreix que els llocs de treball formals solen ser el lloc on es formen els llaços interètnics. Afirma que els llocs de treball mixts condueixen a una interacció interètnica repetida on les normes de professionalitat obliguen a tothom a cooperar i a tractar-se amb respecte, facilitant que les persones que pertanyen al grup minoritari s'apropin i formin relacions amb tots els altres. No obstant això, la investigació de Giuliano a Rússia ha demostrat que els greuges econòmics, fins i tot en un lloc de treball mixt, es poden polititzar per línies ètniques.